# Mythes de Jeanne d'Arc

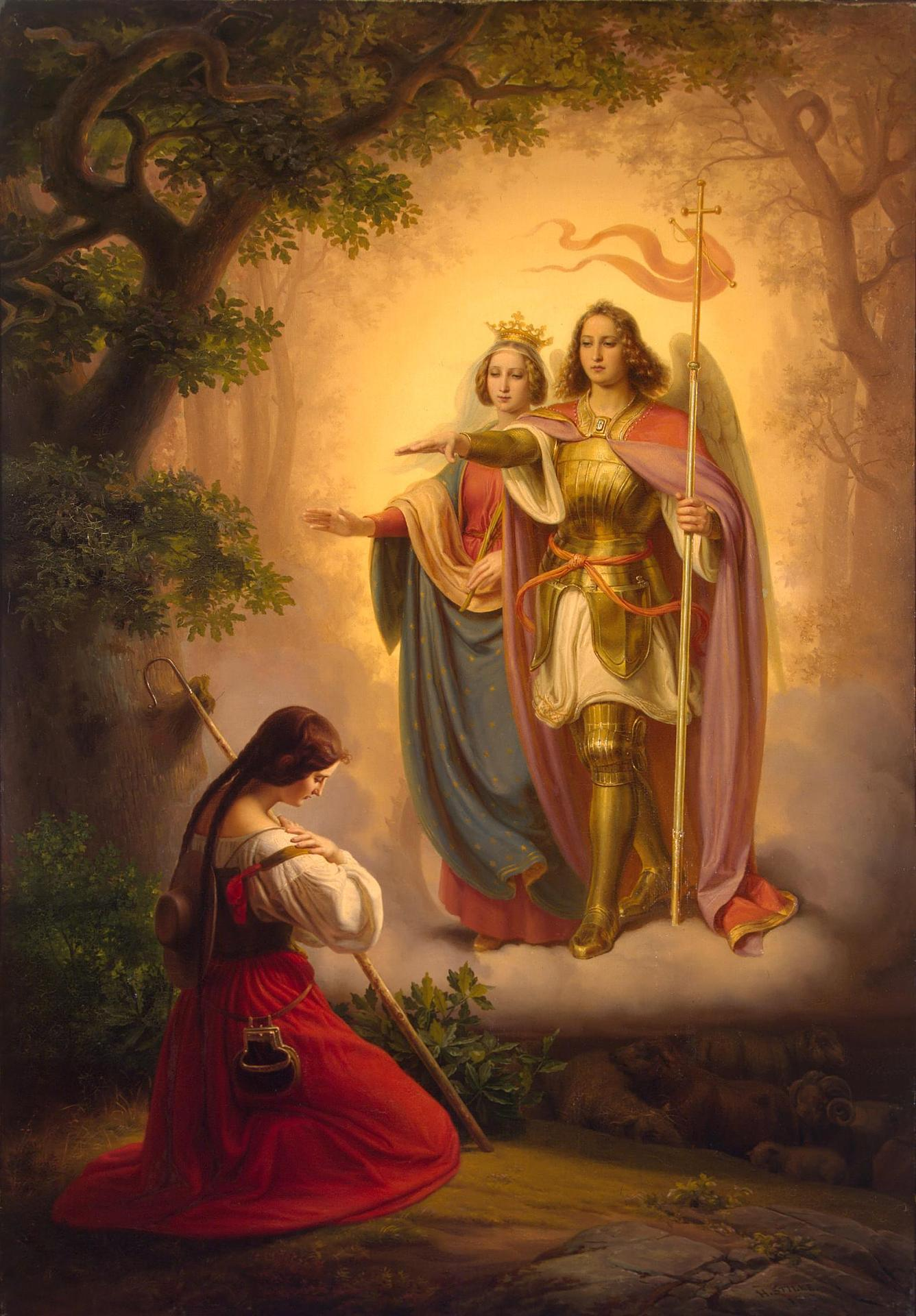
Jeanne entend les voix de saint Michel et sainte Catherine, par Hermann Anton Stilke.

Au cours des siècles, et principalement à partir du XIXe siècle, la figure historique de Jeanne d'Arc a été reprise par de nombreux auteurs pour illustrer ou cristalliser des messages religieux, philosophiques ou politiques. L'image de Jeanne d'Arc a ainsi fait l'objet depuis la fin du XIXe siècle de récupération par différents partis politiques tant de la gauche (voyant en elle une fille du peuple brûlée par l'Église et abandonnée par le roi) que de la droite (voyant en elle une héroïne nationale, sainte), et par différents courants de pensée philosophiques ou religieux pour des raisons parfois contradictoires, faisant même de Jeanne d'Arc en France un personnage officiel. Elle a ainsi pu, par exemple, illustrer pour Michelet une « sainte laïque » ou encore, à partir de son procès en canonisation en 1897, représenter le symbole d'une chrétienne luttant pour sa foi et sa patrie. Dans le domaine politique, elle est devenue un symbole national français lors de la guerre franco-allemande de 1870 puis est reprise par de nombreux partis et figures politiques qui vont du parti socialiste, avec entre autres Jean Jaurès, jusqu'à l'extrême droite. Si Jeanne d'Arc s'est imposée parmi les principales figures de l'histoire de France, c'est en partie dû aux nombreux relais littéraires, politiques et religieux qui ont mis en avant le personnage depuis plus de quatre siècles :
- femme indépendante et forte pour Christine de Pizan ou Régine Pernoud ;
- « bonne lorraine » pour François Villon ;
- personnage maléfique, sorcière pour William Shakespeare ;
- héroïne épique pour Jean Chapelain ;
- personnage burlesque pour Voltaire ;
- guerrière mourant sur le champ de bataille pour Schiller[1] ;
- incarnation du peuple français pour Jules Michelet ;
- instrument d'un complot clérical pour Anatole France ;
- sainte nationale pour Félix Dupanloup ;
- résistante patriotique pour Bernard Shaw ou Sacha Guitry ;
- féministe avant l'heure pour les suffragettes ;
- sainte de l'Église universelle et personnalité de stature internationale pour Guido Görres[2] ;
- femme opprimée, victime pour Leonard Cohen, Luc Besson…

## Jeanne d'Arc: un mythe dès son vivant qui décline rapidement avant de connaître un renouveau

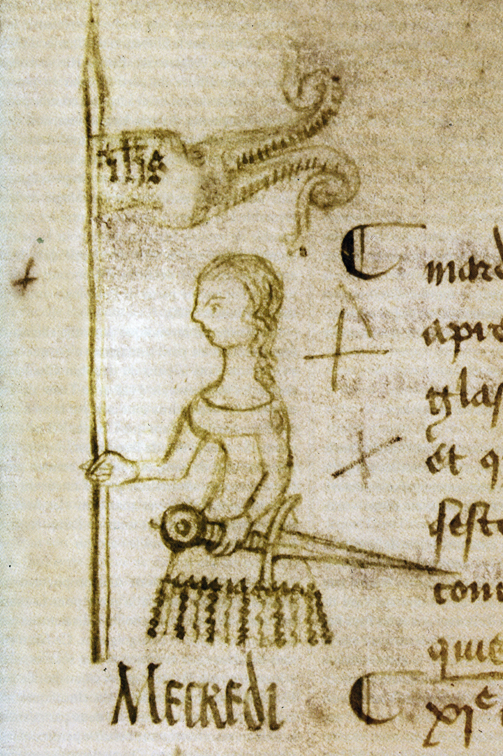
Jeanne d'Arc, dessin de Clément de Fauquembergue, Archives nationales, Registre du Parlement de Paris, 1429.

Dès son vivant, de par les sources contradictoires sur sa vie, elle est un phénomène politico-religieux. Les partisans de Charles VII voient en elle une sainte, une héroïne dont la destinée est de « bouter les Anglais hors de France » : les Armagnacs développent l'image d'Épinal de la pauvre bergère de Lorraine alors qu'elle est originaire de Domrémy, village du Barrois, un des rares territoires fidèles au dauphin Charles, que son père Jacques d'Arc est un laboureur, propriétaire aisé et qu'elle n'a gardé les animaux qu'occasionnellement, le mythe de la bergère étant utilisé pour signaler qu'une « simple d'esprit » pouvait aider le chef de la chrétienté (le berger était perçu au Moyen Âge comme un benêt voyant Dieu facilement, avec une forte connotation de héros protecteur du peuple, comme Jésus). Les Bourguignons considèrent qu'elle est manipulée par des personnages influents de la Cour de France tandis que les Anglais la prennent pour une sorcière.
Son culte décline rapidement et les siècles suivants ne lui portent qu'un intérêt inconstant : son historiographie au XVIe siècle est surtout marquée par la Ligue catholique qui s'approprie son mythe. Shakespeare en fait une sorcière dans sa pièce Henry VI (première partie). Au XVIIe siècle, Fénelon fait l'impasse sur elle dans ses œuvres. Louis XIV qui vient d'acquérir la Franche-Comté et plusieurs villes de Flandre, admet mal qu'une paysanne ait appelé à la résistance contre un envahisseur et ait sauvé sa dynastie. Si sa figure intéresse peu les révolutionnaires qui suppriment sa fête et abattent son monument à Orléans en septembre 1792 pour en faire des canons, elle connaît son âge d'or depuis la Restauration des Bourbon jusqu'au Second Empire qui voit son mythe s'épanouir avec le « patriotisme moderne » : la gauche s'approprie sa figure romantique de fille du peuple trahie par le roi et brûlée par l'Église, tandis que la droite loue la ferveur catholique et monarchiste de la Pucelle. Après la guerre franco-allemande de 1870, Jeanne devient la « bonne Lorraine » sous la Troisième République et la biographie Jeanne d'Arc d'Henri Wallon, qui connaît quinze éditions, présente une Jeanne catholique et républicaine. Elle est utilisée comme symbole de l'union nationale lors des deux guerres mondiales mais aussi comme fétiche anglophobe par le régime de Vichy. À partir des années 1980, dans une société qui se déchristianise, sa figure religieuse décline mais sa figure politique fait toujours l'objet de récupération, tandis qu'elle suscite un foisonnement culturel (histoire, romans, films, documentaires).
Ainsi, « plus s'enrichit la connaissance de Jeanne, telle qu'ont largement contribué à le faire, notamment, les travaux de Philippe Contamine et de Colette Beaune, plus il apparaît impossible de dissocier la vérité de la mythologie ».

## Jeanne d'Arc vue par Voltaire
En 1762, Voltaire publie un livre, qui se veut un pastiche du style de l'épopée héroïque, La Pucelle d'Orléans. Il s'agit d'un texte, composé de 21 chants, qui produit des effets burlesques et comiques en détournant certaines particularités narratives du genre (archaïsmes incongrus, interpellation du lecteur, rapprochements triviaux des protagonistes du récit, etc.). Ainsi, la monture de Jeanne d'Arc est un âne ailé (Pégase aux deux longues oreilles) qui transporte sa maîtresse de façon quasi instantanée aux endroits où sa présence est nécessaire. Cet âne tente d'assouvir sa concupiscence sur Jeanne d'Arc et est abattu par Dunois, l'un de ses capitaines, auquel elle sacrifie alors sa vertu. Voltaire dans sa correspondance ne prend guère au sérieux « tante coglionerie » (« tant de couillonnades ») mais il revient encore au personnage de Jeanne d'Arc en 1775 dans l'Essai sur les mœurs. Dans un style certes différent mais avec un état d'esprit identique, il dénonce la crédulité populaire, l'intervention de la providence dans l'Histoire et les dérives criminelles découlant du sectarisme religieux.

## Une Jeanne d'Arc cristallisant le sentiment national pour Michelet

Jeanne d'Arc au sacre du roi Charles VII, dans la cathédrale de Reims, huile sur toile de Dominique Ingres, Paris, musée du Louvre, 1854.

C'est cependant à la plume de l'historien Jules Michelet que l'on doit la transformation la plus radicale du personnage en 1841. Cette année-là en effet, il publie un livre, intitulé Jeanne d'Arc (en fait le Livre V de son Histoire de France), et fait entrer la jeune femme dans la catégorie des héros incarnant le peuple. Il appuie son argumentation sur les origines modestes de Jeanne, ses origines provinciales, son absence de culture savante, la naïveté de sa pratique religieuse, son bon sens qui empêche de la ranger dans le camp des illuminés, ses instants de doute et de faiblesse… En s'imposant à ses capitaines par son exemplarité, en réalisant l'unité autour de sa personne, Jeanne d'Arc est à l'origine, selon Michelet, d'une des étapes décisives de la construction de la France. Elle cristallise le sentiment national du peuple français et fait émerger le nationalisme. Sa vision de Jeanne fait un parallèle, troublant pour cet historien athée, avec le Christ. Jeanne se plie à sa mission dont elle sait qu'elle lui coûtera la vie.
« Souvenons-nous toujours, Français, que la patrie chez nous est née du cœur d'une femme, de sa tendresse et des larmes, du sang qu'elle a donné pour nous. »

Cette vision, par un historien républicain et libre-penseur d'une Jeanne d'Arc populaire — fille du peuple, oubliée par le roi Charles VII, martyrisée par l'Église, héroïne du peuple — est amplifiée avec la publication par Jules Quicherat, un élève de Michelet, des actes des deux procès (en latin) d'après les manuscrits de la Bibliothèque nationale de France (1841-1849). Puis Henri Martin, un autre historien républicain, publie en 1856 un livre sur « Jeanne Darc » (en démocratisant l'orthographe) faisant de celle-ci l'incarnation de l'esprit et des vertus gauloises, la « pure essence » française. Selon lui, elle représente un « messie de rationalité » s'opposant au clergé romain. La longue notice de Pierre Larousse dans le Grand Dictionnaire du XIXe siècle (1870) synthétise parfaitement les sentiments des républicains, souvent libres penseurs : 
« 1) Jeanne Darc eut-elle réellement des visions ? (non). 2) Son mobile le plus certain ne prit-il pas sa source dans les mouvements d'un patriotisme exalté ? (oui). 3) Quels furent les vrais sentiments du roi à son égard ? (indifférence et défiance). 4) Quelle a été dans tous les temps la vraie pensée du clergé pour Jeanne (entraver sa mission, la faire mourir et, sous prétexte de la réhabiliter, charger de légendes sa mémoire).  »
 Ces propos sont écrits un an à peine après le panégyrique de Félix Dupanloup à Orléans évoquant la sainteté de Jeanne d'Arc.

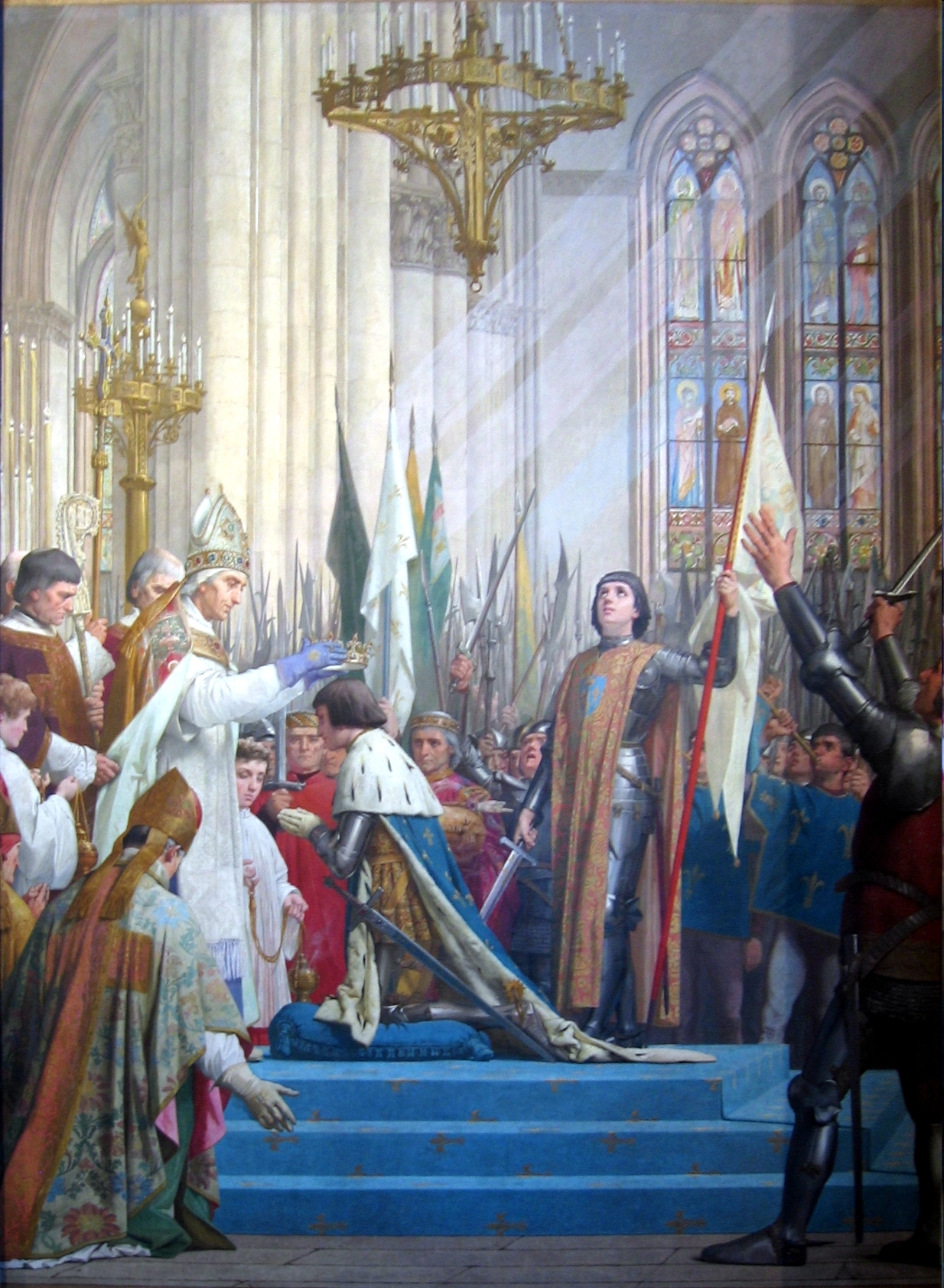
Jeanne d'Arc et le couronnement de Charles VII à Reims, peinture de Jules Lenepveu, Panthéon, fin du XIXe siècle.

Les socialistes revendiquent eux aussi cette approche de Jeanne d'Arc. Ainsi Lucien Herr, bibliothécaire de l'École normale supérieure, écrit dans Le Parti ouvrier, sous le pseudonyme de Pierre Breton, le 14 mai 1890 un article dont le titre est Notre Jeanne d'Arc qui dénie à l'Église catholique romaine tout droit d'instaurer le culte de celle qu'elle a brûlée quelques siècles plus tôt (« Jeanne est des nôtres, elle est à nous ; et nous ne voulons pas qu'on y touche »). Charles Péguy, normalien et socialiste, ami de Lucien Herr, compose sa première Jeanne d'Arc en 1897 qui est dédiée « à toutes celles et à tous ceux qui seront morts de leur mort humaine pour l'établissement de la république socialiste universelle ». Péguy dans son livre, qui ne connaît guère de succès, choisit cependant, loin des critères de l'histoire positiviste, de privilégier la forme dramatique et de centrer son écriture sur la vie personnelle et la vie intérieure de Jeanne. Ainsi la vocation de Jeanne d'Arc ne doit rien aux « voix » mais plutôt à sa hantise du mal et de la révolte qu'il suscite en elle. La publication par le même auteur en 1910 de la pièce Le Mystère de la charité de Jeanne d'Arc signe le retour de Péguy à la foi catholique. Il ajoute à son précédent ouvrage des passages nombreux constitués pour l'essentiel de méditations, de prières et tirent l'œuvre vers le drame lyrique. Son livre suscite l'intérêt des milieux catholiques qui y voient le contrepoint idéal au livre d'Anatole France.
En effet en 1908 paraît Jeanne d'arc d'Anatole France. Cet ouvrage, écrit avec une mentalité strictement rationaliste, ne remet pas en cause les qualités humaines (courage, sincérité) de Jeanne, mais critique le manque de fiabilité des sources disponibles à l'époque et relativise la part d'évènements extraordinaires dans l'épopée. Il explique ainsi la délivrance d'Orléans par la faiblesse des effectifs anglais. En fait, Anatole France donne à Jeanne un rôle plus psychologique que militaire ; elle renforce le moral du camp français et jette le trouble chez les Anglais et Bourguignons. Les voix sont pour lui un simple phénomène d'hallucination. La conclusion de l'auteur enfin fait scandale. Selon lui, ces divers facteurs ont servi, à l'insu de Jeanne, à un complot clérical : une prétendue prophétie annonçant que le salut de la France passerait par une vierge aurait été mise en forme par le clergé pour servir la cause de l'Église. Moins polémique en 1910, dans L'armée nouvelle, Jean Jaurès rend lui aussi hommage à Jeanne d'Arc.

## Naissance d'une sainte
L'Église catholique romaine est, du fait des circonstances de sa mort, mal à l'aise au XIXe siècle face au personnage de Jeanne d'Arc[réf. nécessaire]. Cependant en imposant l'image d'une « sainte laïque » Michelet crée un mythe perçu comme une véritable machine de guerre contre l'Église. C'est pourquoi en 1869, Félix Dupanloup, évêque d'Orléans met en route le processus de canonisation afin de faire de Jeanne d'Arc le symbole de la chrétienne luttant pour sa foi et sa patrie. Ce procès permet, après un demi-siècle de procédure (2 novembre 1874-16 mai 1920), notamment interrompue par la Grande Guerre, de déclarer sainte de l'Église catholique cette femme qui fut condamnée par un tribunal ecclésiastique puis réhabilitée quelques années après sa mort.

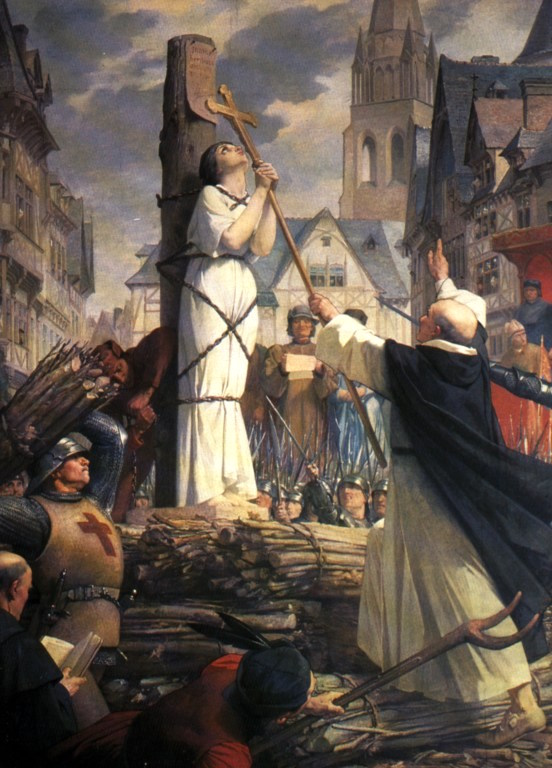
Mort de Jeanne d'Arc, par Jules Lenepveu, Panthéon, fin du XIXe siècle.

Le 8 mai 1869, l'évêque d'Orléans prononce au nom de l'Église un véritable panégyrique de Jeanne où pour la première fois il évoque la sainteté de la Pucelle conduite au bûcher non par l'Église mais par un prêtre déloyal et des universitaires vendus aux Anglais. En 1874 s'engage la procédure avec un premier procès instruit à Orléans (1874-1875). Celui-ci est dominé par la personnalité d'Henri Wallon, universitaire et ministre de l'Instruction publique, (auteur du fameux amendement constitutionnel qui fait de la France une République). Il a préparé un mémorandum de 60 pages, qui résume son livre Jeanne d'Arc publié en 1860, lequel est une habile synthèse. Un second procès s'ouvre en 1885. La première difficulté procédurale se pose alors. Quelle formule de canonisation faut-il utiliser ?
C'est la voie formelle, la plus lourde, qui est mise en œuvre. Il est alors nécessaire d'examiner toutes les sources connues (historiques, religieuses, littéraires, traditions orales...) Le dossier de canonisation rassemble 1741 pages au total, soit largement plus en volume que les sources sur lesquelles il s'appuie. En janvier 1894, le pape Léon XIII indique que la papauté accepte d'examiner le dossier de Jeanne. Plus lyrique, l'évêque d'Aix-en-Provence proclame :
« Jeanne aussi est des nôtres […] On ne laïcise pas les saints. »
Le 1er mars 1897 s'ouvre enfin le véritable procès dont la décision finale revient à Rome mais dont le cours est délégué aux successeurs de Félix Dupanloup, décédé en 1878. Avec les 13 pages du résumé de la vie de Jeanne d'Arc (imprimé seulement en 1920), se constitue la figure d'une Jeanne correspondant aux exigences de l'Église, bien que la Congrégation des rites qui supervise à Rome ce type de procès fasse généralement preuve d'un esprit critique exigeant. D'autant qu'ici, elle dispose d'une documentation historique non négligeable (ce qui n'est pas toujours le cas dans ce genre de dossier). Ainsi l'ouvrage le plus cité est l'édition des procès du XVe siècle effectuée par Jules Quicherat, ancien élève de… Michelet et libre-penseur, devenu entre-temps directeur de l'École des chartes.
Cependant des dérapages interprétatifs sont commis. Ainsi, contrairement aux déclarations explicites de Jeanne d'Arc, à la question « Confia-t-elle sa mission à son curé sous le sceau de la confession ? » est-il répondu par l'affirmative. De même, l'épisode du « saut de Beaurevoir » est réinterprété : Jeanne, retenue prisonnière dans une tour entre juillet et novembre 1430 aurait tenté de se suicider, ce qui est contraire aux préceptes catholiques. On écarte alors le témoignage de Jeanne, déclarant à ses futurs bourreaux qu'à ce moment « elle aimait mieux mourir que vivre », pour des récits de seconde main. Autre exemple de manipulation[réf. nécessaire], la fameuse phrase, rapportée 20 ans plus tard vers 1452/1456, d'un Anglais (Il s'agirait de Jean Tressart, un des secrétaires du roi d'Angleterre) s'exclamant à la mort de Jeanne : « Nous sommes tous perdus, car une sainte personne a été brûlée ». L'écrasante majorité des « témoins » du procès de 1897 traduisent par : « Nous avons brûlé une sainte », phrase reprise par Michelet quelques années avant le procès en canonisation. Glissement sémantique qui est loin d'être neutre.
En fait, jamais n'est abordé le paradoxe de départ à savoir qu'un tribunal ecclésiastique a condamné celle qui allait devenir une sainte (l'exécution, ressortissant au pouvoir civil, appartenant aux Anglais). Si l'on excepte le repentir de 1855 de Félix Dupanloup pas une seule fois l'Église ne reconnaît qu'elle a une part de responsabilité dans la mort de Jeanne d'Arc. C'est cette négation qui entraîne un certain nombre de dérapages polémiques puisque ce sont « les autres » qui ont brûlé Jeanne. L'Église, sous la pression du roi Charles VII, a cependant dès 1456 désavoué publiquement le tribunal qui a condamné Jeanne, cassant le procès initial pour « dol, calomnie, fraude et malice », affirmant dès cette époque que Jeanne n'a « encouru aucune note ou tache d'infamie » et faisant apposer une croix sur le lieu du supplice « à la perpétuelle mémoire de la défunte ».

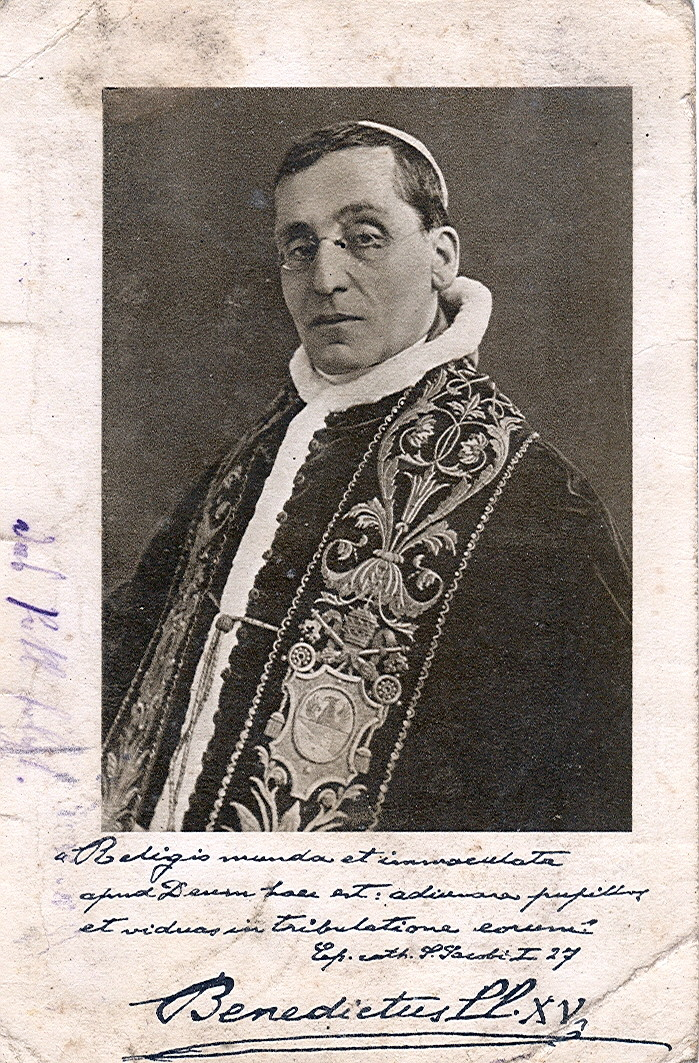
Le pape Benoît XV.

Qui est donc responsable de la mort de Jeanne ? Les Anglais ? Certes en 1897, l'anglophobie demeure forte, mais Jeanne doit être une sainte catholique c’est-à-dire universelle, il est donc inutile de réveiller de vieilles querelles. Le dérapage peu avant le procès (en 1894) du père Pie de Langogne, futur évêque de Corinthe, ouvre une voie nouvelle que l'Affaire Dreyfus quelques semaines plus tard va illustrer d'un jour nouveau :

« Quel illogisme, ou plutôt quelle tartuferie dans toutes ces colères juives ou enjuivées contre le triste évêque de Beauvais ! Pierre Cauchon, ce honni de l'Église, mais c'est un homme à eux. »

Jamais l'Église n'entre dans cet antisémitisme dans le cadre du procès[Lequel ?], mais ce sentiment est semble-t-il partagé dans une frange difficilement quantifiable de ses fidèles, ce dérapage n'étant pas isolé. Autre coupable possible, l'Université. Le tribunal de Rouen était l'émanation de l'Université de Paris laquelle au XIXe siècle est l'incarnation du modernisme et du rationalisme. Mais au XVe siècle, les universitaires sont des membres du clergé. Mais faire de Jeanne d'Arc une fidèle de Rome face à l'université gallicane est aussi un moyen pour le clergé de la fin du XIXe siècle confronté à une révolution laïque de créer un parallèle entre sa situation et celle de Jeanne. Autre coupable désigné, l'esprit de la Révolution française. Le livre de Voltaire est brocardé, chose d'autant plus facile qu'il s'agit d'une œuvre mineure et de qualité médiocre. La volonté des libres-penseurs, républicains et francs-maçons d'organiser en 1878 une commémoration pour le centenaire[Quoi ?] de sa mort (tombant un 30 mai) avait mis en fureur l'évêque d'Orléans qui avait tenté de repousser hors de son diocèse ces manifestations.
Toutes ces querelles apparaissent vite assez vaines. Même si l'Église a le pouvoir de passer outre aux considérations politiques, le procès en canonisation pâtit des relations tendues entre la France et le Saint-Siège au début du XXe siècle à cause de la loi de 1905 de séparation de l'Église et de l'État. Bien qu'une première étape soit franchie le 18 avril 1909 avec la béatification de Jeanne, il faut attendre la fin de la Première Guerre mondiale avec la « chambre bleu horizon » de 1920, composée de nombreux anciens combattants ayant connu la fraternisation des religieux et des laïcs dans les tranchées, orientée à droite, pour que les points de vue se rapprochent. Le 16 mai 1920, le pape Benoît XV, en présence de l'ambassadeur de France auprès du Saint-Siège, Gabriel Hanotaux, canonise Jeanne d'Arc. La chambre des députés le 24 juin 1920 adopte alors le projet du député (et écrivain) Maurice Barrès d'instituer une fête nationale de Jeanne d'Arc.

## Jeanne d'Arc est-elle une figure nationaliste?

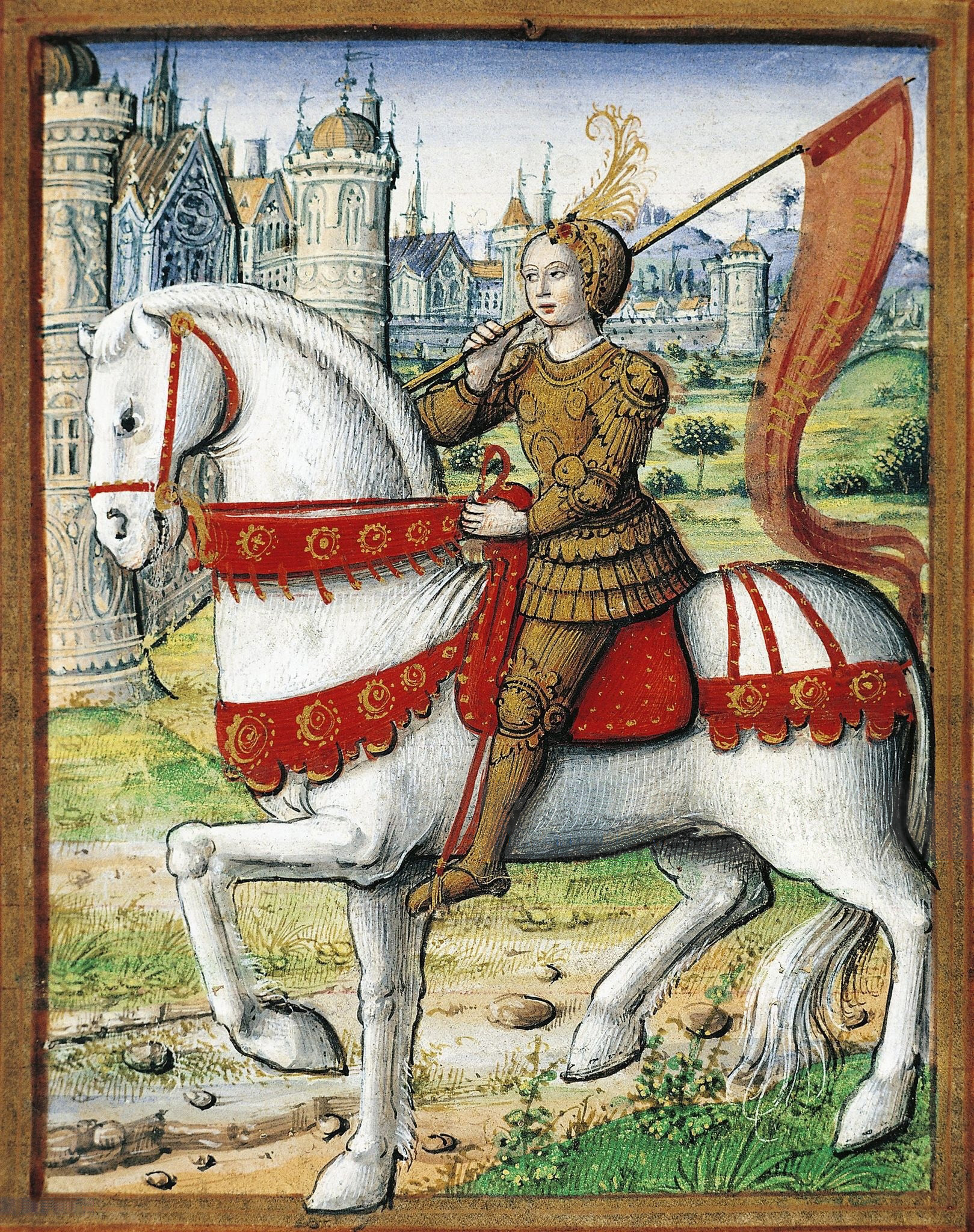
Jeanne d'Arc à cheval.
Enluminure du manuscrit d'Antoine Dufour, Les vies des femmes célèbres, Nantes, musée Dobrée, 1504.

Il s'agit là d'un héritage du conflit de la fin du XIXe siècle entre droite et gauche pour s'emparer du mythe de « la Pucelle d'Orléans », conflit dont la droite nationaliste de l'époque sort victorieuse. Face à la figure d'une Jeanne d'Arc « de gauche », précédemment évoquée avec le rôle de Michelet et ses contemporains comme Théophile Lavallée ou Jean de Sismondi qui y voient une fille du peuple « trahie par son roi et brûlée par l’Église », s'opposent des prélats français de l'Église catholique qui commencent dès 1869 une démarche destinée à obtenir la canonisation de Jeanne. Cette volonté, perçue par la gauche comme un « accaparement » ou une « récupération » de la « Sainte de la patrie », provoque à partir du début du XXe siècle un début de rejet du personnage. Ainsi le journal de gauche L'Action déclare-t-il le 14 avril 1904 :

« Jeanne d'Arc, même brûlée par les prêtres, ne mérite pas nos sympathies »

.
L'agitateur anticlérical Laurent Tailhade écrit le 26 avril de la même année :

« Que le 8 mai prochain, la France libre-penseuse proteste par une tempête de sifflets, par une trombe de huées contre le culte rendu à une idiote qui causa notre malheur »

.
Ce rejet explique en partie pourquoi Jeanne va facilement devenir une figure emblématique de la droite nationaliste.
Certes, d'autres voix à gauche gardent une sympathie pour le personnage (Jean Jaurès par exemple), mais l'affaire Thalamas, du nom de ce professeur qui en 1904 est muté du lycée Condorcet, à la suite de plaintes de parents, pour avoir tenu des propos critiques sur Jeanne d'Arc, va exacerber les tensions entre deux factions idéologiques qui s'opposent : laïque et nationaliste. La presse nationaliste en effet, menée par Henri Rochefort et Édouard Drumont, stigmatise l'enseignant et les ennemis de la France « de Cauchon à Thalamas ». Le quotidien L'Humanité s'étant moqué des manifestations devant la statue de Jeanne d'Arc, le poète nationaliste Paul Déroulède en exil à Saint-Sébastien, provoque Jean Jaurès en duel. Celui-ci, pourtant peu hostile au personnage de Jeanne d'Arc, accepte et prend le train pour l'Espagne. Finalement, le duel a lieu à Hendaye sans résultat. De 1909 à 1912, après de violents affrontements dans les rues, les Camelots du roi font de Jeanne d'Arc leur patronne et parviennent à imposer son hommage national dont les nationalistes, royalistes et catholiques maintiennent la tradition jusqu'à aujourd'hui.
Pour la majorité des catholiques, Jeanne d'Arc est en même temps l'emblème de leur foi mais aussi, rejoignant Michelet sur ce point, la petite gardienne de moutons qui a défendu vaillamment la patrie. Ainsi Ricard, vicaire général de l'archevêque d'Aix-en-Provence écrit en 1894 : « Exaltez, en la personne de Jeanne, le patriotisme chrétien, afin de protéger la France contre les alliances qui la menacent […]. » Cette conception s'exacerbe, avec les affaires Dreyfus et Thalamas, dans les mouvements nationalistes qui remettent en cause la République et font de Jeanne d'Arc leur étendard.
Édouard Drumont, à la suite des écrits d'Henri Martin, tente en 1904, dans une réunion publique, de définir Jeanne d'Arc sur des critères ethniques :

« C'est une Celte, Jeanne d'Arc, qui sauva la patrie. Vous connaissez mes idées […] et vous savez de quel nom nous appelons l'ennemi qui a remplacé chez nous l'Anglais envahisseur du XVe siècle… Cet ennemi s'appelle pour nous le Juif et le franc-maçon. »

Il conclut son intervention par un sonore : « Vive la France ! Vive Jeanne d'Arc ! »

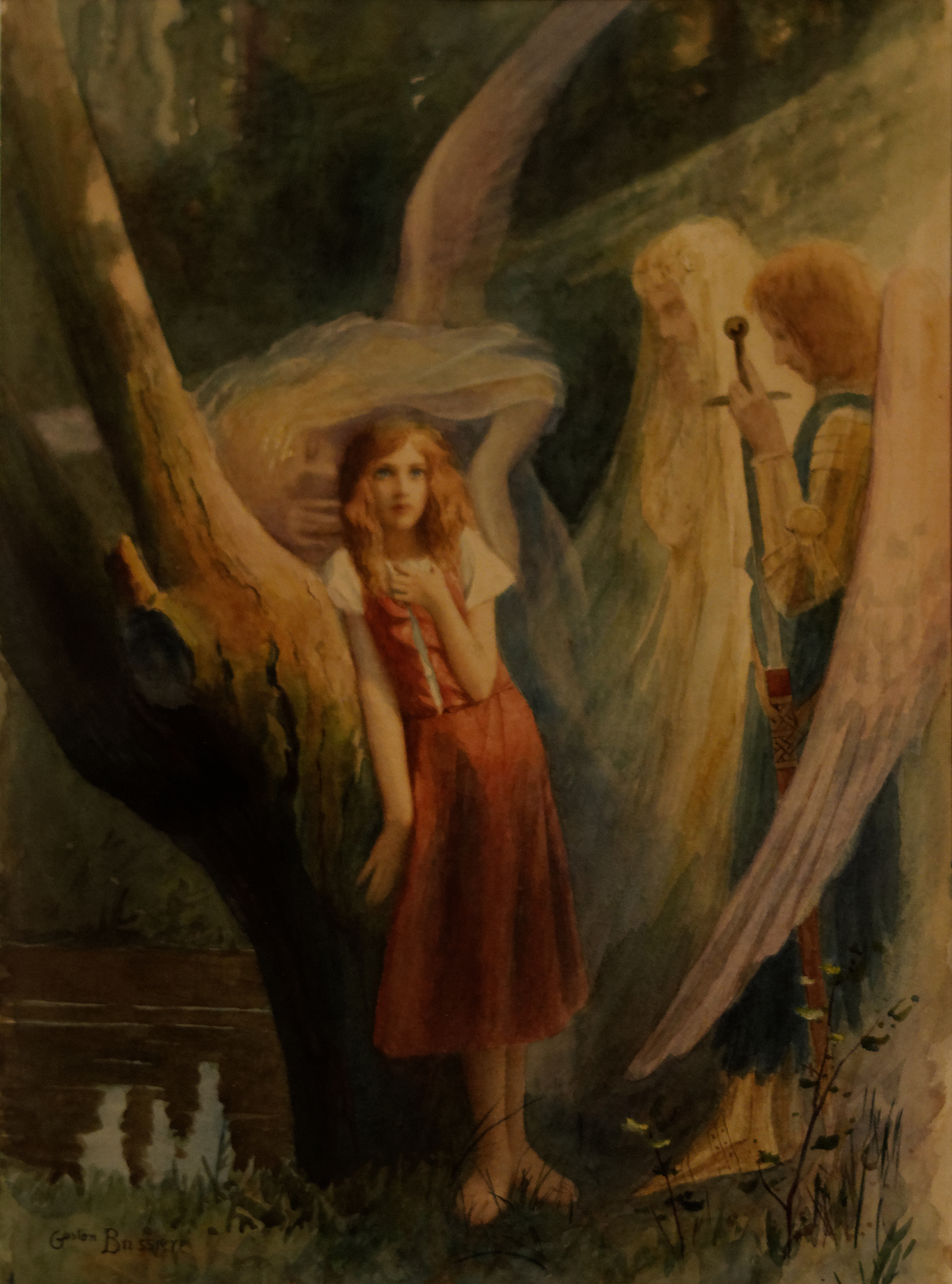
Jeanne d'Arc, la Prédestinée. Gaston Bussière (v 1909).

Dès 1884, et bien avant que Jeanne ne devienne une icône nationaliste, le député radical de l'Aveyron, Joseph Fabre, propose la création d'une fête annuelle de Jeanne d'Arc, à laquelle il donne le nom de « fête du patriotisme ». Il propose la date du 8 mai qui correspond à la date anniversaire de la libération d'Orléans. Ce projet est soutenu et voté par environ 250 députés y compris par un certain nombre de parlementaires nationalistes dont Paul Déroulède. Finalement, la majorité républicaine refuse par crainte que cette commémoration soit détournée et récupérée par l'Église. En 1894, Joseph Fabre, devenu sénateur, revient à la charge et obtient l'appui du président du conseil Charles Dupuy. Le Sénat vote le projet, mais pas la Chambre des députés. Aux débuts de la Grande Guerre, c'est le leader de la droite nationaliste, Maurice Barrès, député et chantre de l'Union sacrée, qui relance la proposition en déposant en décembre 1914 un nouveau projet de loi. Pour lui, l'institution d'une fête de Jeanne d'Arc est nécessaire.

« Son culte est né avec la patrie envahie ; elle est l'incarnation de la résistance contre l'étranger. »

 Président de la Ligue des patriotes après la guerre, il revient à la charge et tente une habile synthèse entre les divers concepts entourant le personnage de Jeanne.

« Chacun de nous peut personnifier en elle son idéal. Êtes-vous catholique ? C'est une martyre et une sainte que l'Église vient de mettre sur les autels. Êtes-vous royaliste ? C'est l'héroïne qui a fait consacrer le fils de saint Louis par le sacrement gallican de Reims… Pour les républicains c'est l'enfant du peuple qui dépasse en magnanimité toutes les grandeurs établies… Enfin les socialistes ne peuvent oublier qu'elle disait :
“J'ai été envoyée pour la consolation des pauvres et des malheureux.”
Ainsi tous les partis peuvent se réclamer de Jeanne d'Arc. Mais elle les dépasse tous. Nul ne peut la confisquer. »

— Maurice Barrès
Le projet est voté le 24 juin 1920, soit à peine un mois après la canonisation de Jeanne par le pape Benoît XV. Jeanne d'Arc (et non Sainte Jeanne) sera donc fêtée par la République le deuxième dimanche de mai, anniversaire de la délivrance d'Orléans. Ce n'est évidemment pas par hasard que le gouvernement laïc de Millerand (majoritairement de droite mais comprenant des radicaux) a choisi cette date précédant de quelques jours la date de la Sainte Jeanne d'Arc fixée par l'Église catholique au 30 mai, anniversaire de sa mort. Et c'est le ministre de l'Intérieur Théodore Steeg, radical, fils de pasteur protestant, qui signe la loi instaurant cette nouvelle fête nationale[réf. nécessaire].

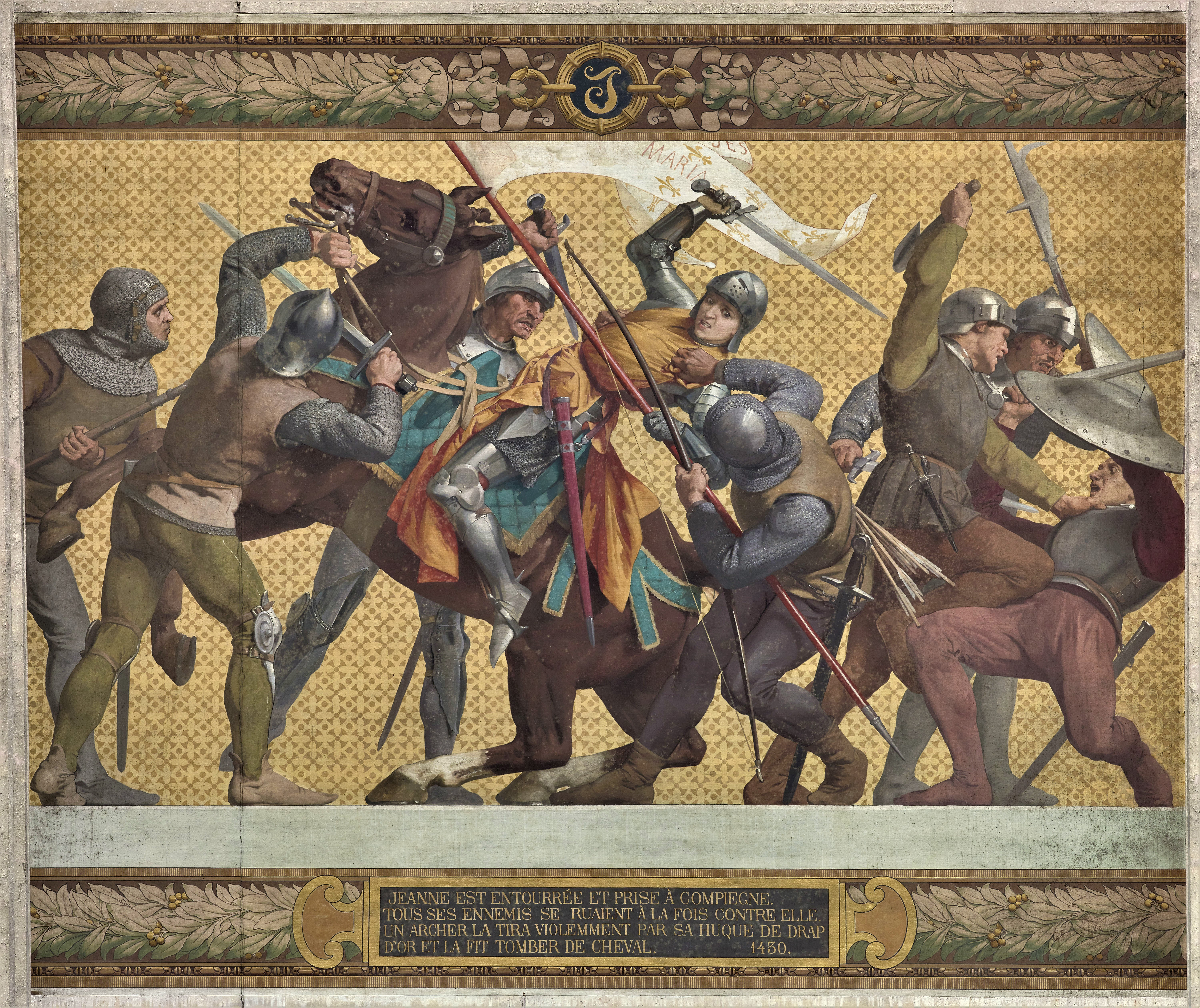
Jeanne d'Arc faite prisonnière à Compiègne. Fresque de Jules Lenepveu au Panthéon,(1886-1890).

Cependant, en s'affichant publiquement, par la présence d'élus ou de diplomates, aux diverses cérémonies de canonisation de Jeanne, la majorité du bloc national d'après-guerre montre la volonté d'un rapprochement avec le Saint-Siège, lequel prend une tournure officielle avec la nomination d'un ambassadeur au Vatican le 16 mai 1921, un an jour pour jour après la canonisation, mettant fin à une absence de relations diplomatiques qui aura duré presque 17 ans.
À Orléans, le 8 mai 1929, pour le 500e anniversaire de la libération de la ville, l'Église catholique organise une vaste célébration religieuse en présence de Gaston Doumergue, président de la République et protestant, Jeanne d'arc symbolisant le peuple qui entre dans l’histoire. C'est la première fois qu'un président de la République assiste officiellement à une messe depuis la séparation de l'Église et de l'État de 1905. Ce geste, comme la sortie du film La merveilleuse vie de Jeanne d'Arc le 12 mai 1929, est vivement critiquée par l'organe de presse du Parti communiste français, L'Humanité. Cette fonction de rassemblement explique qu'en règle générale chacun des présidents de la République (à l'exception de Georges Pompidou et Nicolas Sarkozy) se rend au moins une fois lors de son mandat à Orléans lors des Fêtes johanniques afin de prononcer un discours sur le « roman national » autour des thèmes de l'unité nationale, de la solidarité entre Français (Vincent Auriol en 1947, Général de Gaulle en 1959, Valéry Giscard d'Estaing en 1979, François Mitterrand en 1982 et en 1989, Jacques Chirac en 1996, tous le 8 mai suivant leur élection).
Cependant, la droite nationaliste tente de monopoliser le personnage de Jeanne surtout après la condamnation de l'Action française par le pape en 1928. Elle fait le parallèle entre Jeanne d'Arc, anathématisée par une Église ignorante en son temps, et sa propre situation. Toutes les ligues de l'époque se réclament de Jeanne d'Arc, le Faisceau de Georges Valois, les Jeunesses patriotes de Pierre Taittinger, les Croix de Feu… En 1938, les membres des diverses ligues dissoutes défilent à la fête de Jeanne d'Arc avec leurs étendards. En 1936, 3000 volontaires pour la plupart issus des ligues d'extrême-droite ou des camelots du roi partent en Espagne soutenir l'armée franquiste, sous l'étendard de la bandera Jeanne d'Arc. Dans les Vosges, le député de la Fédération républicaine Marcel Boucher donne une audience grandissante à une association qu'il a prise en main, les Compagnons de Jeanne d'Arc, de 1937 à 1939. L'association qui se prétend apolitique est liée à l'origine à l'Église, à l'Action française et à la droite "nationale".
Sous la Révolution nationale de Pétain, c'est moins celle qui a combattu l'envahisseur qui est célébrée que Jeanne la terrienne, bonne catholique et surtout anglophobe. Ainsi Robert Brasillach écrit dans Je suis partout du 12 mai 1944 :

« Jeanne appartient au nationalisme français dans ce qu'il a de plus réaliste, de plus profond et de plus attaché à la terre. »

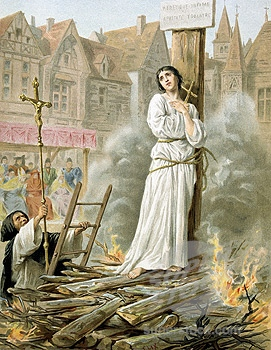
Jeanne au bûcher, chromolithographe de la fin du XIXe siècle.

Et il oppose cette dernière au « complot judéo-maçonnique ». Lors de l'année 1944, au plus fort des bombardements alliés, un tract distribué lors de la fête de Jeanne d'Arc proclame : « Pour que la France vive il faut comme Jeanne d'Arc bouter les Anglais hors d'Europe ». Une affiche de propagande collaborationniste met en parallèle le bûcher de Jeanne d'Arc et le bombardement de Rouen par la RAF : « Les assassins reviennent toujours sur le lieu de leur crime ».
Certes, Jeanne est aussi évoquée dans les rangs de la Résistance par les œuvres d'Aragon ou de Jules Supervielle, mais elle semble devoir estampiller toutes les manifestations de l'extrême-droite nationaliste et colonialiste après la guerre. Au lendemain de la Seconde Guerre mondiale, le culte de Jeanne d'Arc décline car il rappelle trop la collaboration, elle rebascule alors dans le camp de gauche jusque dans les années 1960 (l'historienne communiste Édith Thomas lui consacre une biographie en 1947). Le général Maxime Weygand va créer une Alliance Jeanne d'Arc, à laquelle participe André Frossard, qui cherche à faire de Jeanne une championne de l'Algérie française. Le député maître Biaggi, antigaulliste notoire, lance à l'Assemblée nationale le 15 octobre 1959 : « Quand Jeanne d'Arc boutait l'Anglais hors de France, ce n'est pas à l'autodétermination qu'elle faisait appel ».
Lorsque Jean-Marie Le Pen crée le Front national, en bon connaisseur de la mythologie nationaliste, il choisit l'image de Jeanne d'Arc, comme symbole d'un recours contre tous les « envahisseurs ». Bruno Mégret écrit le 7 mai 1987, alors qu'il est député de l'Isère : « Elle est là pour nous dire que nous appartenons à une communauté qui nous est propre, qui est différente de celle des autres et dont nous devons être fiers parce que c'est la nôtre et celle de nos ancêtres ». Le Front national institue lors de l'entre-deux tours de l'élection présidentielle française de 1988 sa propre fête de Jeanne d'Arc le 1er mai et fait de cet événement le point d'orgue de ses manifestations. Jean-Marie Le Pen insiste sur Jeanne d'Arc la Sainte pour s'adresser à l'électorat catholique qui trouve le FN trop clivant alors que Marine Le Pen à la tête de son parti n'en fait plus mention, évoquant plutôt l'héroïne nationale qui symbolise la France contre l'Union européenne.
Le 6 janvier 2012, le président de la République Nicolas Sarkozy célèbre le 600e anniversaire de la naissance de Jeanne d'Arc. Il se rend pour l'occasion (le dernier président de la République à avoir fait le voyage ayant été Raymond Poincaré en 1920) sur les lieux symboliques de la vie de Jeanne d'Arc, comme Domrémy-la-Pucelle (Vosges), considérée comme la ville natale de la sainte. Ce même chef d'État avait exalté la figure de Jeanne d'Arc durant sa campagne présidentielle de 2007.

## Hypothèses médicales
À la suite de l'émission d'hypothèses relatives à une épilepsie de Jeanne d'Arc par divers médecins, deux neurologues italiens, Paolo Tinuper et Giuseppe d'Orsi, ont émis en 2006 l'hypothèse que Jeanne d'Arc souffrait d'épilepsie, soit sous sa forme dite « partielle idiopathique avec caractères auditifs », soit sous la forme dite « du lobe temporal antosomique ». Dans une récente lettre publiée dans la revue Epilepsy & Behavior, ils défendent qu'une analyse ADN à partir des cheveux que Jeanne d'Arc a insérés dans la cire de cachets authentifiant des lettres, pourrait permettre de détecter les marqueurs génétiques de la maladie, et ainsi confirmer, ou au moins rendre très probable, cette explication,.

## Jeanne d'Arc chez les nations étrangères
La renommée de Jeanne d'Arc a été tout de suite internationale, en particulier en Angleterre où elle est restée longtemps une des personnalités féminines les plus célèbres de la littérature anglaise.

### Postérité de Jeanne d'Arc en Angleterre

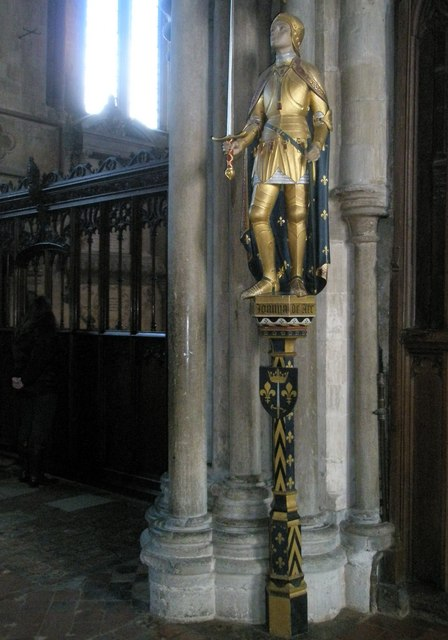
Statue polychrome représentant Jeanne d'Arc, érigée en 1922. Elle est placée à côté de l'entrée de la chapelle dédiée à Notre Dame, en diagonale par rapport à la tombe du cardinal Henri Beaufort, cathédrale de Winchester, Angleterre.

Au Royaume-Uni, à la suite de la publication en 1924 par George Bernard Shaw de la pièce de théâtre Saint Joan, celle-ci devient le modèle de la cause nationaliste catholique irlandaise contre l'occupation anglaise.

En Angleterre, tout comme en France, le souvenir de Jeanne d’Arc a traversé les siècles et demeure vivace dans la mémoire collective. Preuve en est, le fait qu’une statue la représentant a été installée en 1922 (soit deux ans après sa canonisation), en la cathédrale de Winchester, à l’entrée de la chapelle dédiée à Notre-Dame. Elle a été réalisée suivant les instructions de l’architecte écossais Ninian Comper: Jeanne est représentée debout sur une colonne, dont les côtés sont peints aux couleurs du royaume de France, fleurs de lys d’or sur fond bleu; les pieds posés sur un socle avec l’inscription « Johanna of Arc », elle porte une armure et un casque dorés, tient dans la main droite une épée lame pointée vers le ciel ; elle est ceinte d’une cape bleue fleurdelysée. Le lieu choisi, la cathédrale de Winchester, n'est sans signification puisque la statue de Jeanne d'Arc, à l'entrée de la chapelle, est située en diagonale par rapport au tombeau du cardinal anglais Henri Beaufort, celui-là même qui joua un rôle important durant le procès. Selon les historiens Michael  Bullen, John Crook, Rodney Hubbuck  et Nikolaus Pevsner: 

« ce choix a été fait dans un esprit de contrition et de réconciliation. »

### Perceptions de Jeanne d'Arc chez d'autres nations
Parmi les plus anciennes représentations contemporaines de Jeanne d'Arc, on en trouve deux allemandes : la tapisserie dite d'Azeglio qui représente son entrée à Chinon, avec une légende en haut allemand: « Hie komt die younkfrau [Jungfrau] von got [Gott], gesan[dt] dem delphin in sine land » et une peinture sur bois de 1,40 m de haut sur 0,84 m de large montrant une femme montant un cheval blanc au galop, armée de toutes pièces et brandissant une épée à la manière du règne de Charles VII, mais tête nue aux cheveux blonds, avec l'archange saint Michel au-dessus qui lui tend un casque et charge d'un diadème sa tête nimbée et rayonnante, ce qui indique qu'elle était considérée comme une sainte. De fait, dès 1429, l'empereur Sigismond assistait à Ratisbonne à la représentation d'un mystère : Comment la pucelle a combattu en France, tandis que son secrétaire, Eberhard de Windecken composait une chronique de la Pucelle[réf. nécessaire].
En Russie, Maria Bochkareva, une paysanne illettrée qui prit la tête en juillet 1917 du Bataillon féminin de la mort composé de 300 femmes pour combattre dans l'armée russe lors de la Première Guerre mondiale, fut surnommée Yashka ou « la Jeanne d’Arc russe ».
Aux États-Unis, la chanson de Léonard Cohen Joan of Arc (1971) a continué à populariser le personnage de Jeanne dans le monde entier.
L’Algérie est un des rares pays où ont cohabité des représentations (statues, toponymes, fêtes) de la vraie Jeanne d'Arc et des figures féminines nationales qui lui ont été assimilées, en particulier dans les luttes contre les Français. Si les statues de Jeanne d’Arc à Alger (Grande Poste) et Oran (cathédrale) ont été rapatriées, respectivement à Vaucouleurs et à Caen, le toponyme de Jeanne d‘Arc (pour la plage Larbi-Ben-M'hidi près Skikda ex Philippeville) n'a pas été modifié depuis. Parmi les héroïnes algériennes, la Kahena (Dihya) a acquis la « qualité » de Jeanne d'Arc pour sa résistance contre la conquête arabe (invasion pour les uns, « ouverture à l'islam pour les autres ; entre 695 et 705). Les autres « Jeanne d'Arc » algériennes résistèrent aux Français, d’abord à leur conquête et à leur invasion avec Lalla Fatma N'Soumer (« Jeanne d'Arc » kabyle, née en 1830, arrêtée en 1857). Puis les deux Djamila, « Jeannes d’Arc » de la guerre d'indépendance : Djamila Bouhired, arrêtée en avril 1957 et Djamila Boupacha, peinte par Picasso.

## Jeanne d'Arc contemporaines
Son mythe est tel qu'il est repris pour désigner certaines figures contemporaines.
La coupe de cheveux à la Jeanne d'Arc (coupe au bol, la nuque et les tempes rasées au rasoir) de Matali Crasset lui vaut le surnom de « Jeanne d'Arc du design ».
Alexis Charost, évêque du diocèse de Lille, surnomma l'agent secret Louise de Bettignies : « la Jeanne d'Arc du Nord », expression reprise par les médias.
La lutte de la députée Yann Piat contre la corruption locale, la mafia et les trafiquants de drogue lui vaut le sobriquet de « Yann d'Arc ». Elle est assassinée en 1994.

## Mythes survivo-bâtardisants
Les mythes survivo-bâtardisants sur Jeanne d'Arc constituent un ensemble d'hypothèses sur Jeanne d'Arc qui ont été invalidées par les historiens mais qui continuent à être fréquemment reprises par ailleurs. La théorie « bâtardisante », qui fait de Jeanne d'Arc une femme d'origine princière, et la théorie « surviviste », qui prétend qu'elle ne serait pas morte sur le bûcher de Rouen mais aurait survécu sous le nom de Jeanne des Armoises, en sont les principales représentantes, mais il existe aussi des thèses « minimalistes », qui minorent son rôle dans la guerre de Cent Ans, voire nient son existence, et des théories « médicales » qui proposent des explications prétendument rationnelles aux voix que Jeanne a déclaré avoir entendues.
Apparus dès le XVIIe siècle et développés au XIXe siècle pour des raisons idéologiques, les arguments avancés par les tenants de ces théories, qui ne résistent pas à une analyse critique des sources, sont régulièrement réfutés par les historiens. Cela n'empêche pas que de nouveaux livres les reprenant soient publiés, le dialogue entre les spécialistes et les amateurs semblant impossible.
Les erreurs commises par les promoteurs des mythes survivo-bâtardisants sur Jeanne d'Arc sont nombreuses, mais elles relèvent toutes d'un traitement fautif ou biaisé des sources. Elles concernent principalement la supposée bâtardise de Jeanne, sa prétendue réapparition sous le nom de Jeanne des Armoises et, dans une moindre mesure, son rôle dans la guerre de Cent Ans et l'interprétation des voix qu'elle aurait entendues.
Dès leur apparition, les mythes survivo-bâtardisants ont fait l'objet de réfutations de la part d'historiens, sous la forme d'articles critiques ou d'ouvrages publiés.
La multiplication des réfutations n'a pas tari la production d'ouvrages promouvant les mythes survivo-bâtardisants. Pour expliquer ce phénomène, les historiens invoquent l'impossibilité d'un dialogue entre eux et les auteurs amateurs, lesquels les accusent de représenter une histoire « officielle », dépendante de l'État, voire du Vatican,. Les tenants des théories divergentes en font leur principal argument contre les critiques émanant des universitaires, puisque cela leur permet de disqualifier le travail de ces derniers sans avoir à le discuter.

## Objets personnels et reliques présumées

### Objets ayant appartenu à Jeanne d'Arc

#### Les enseignes

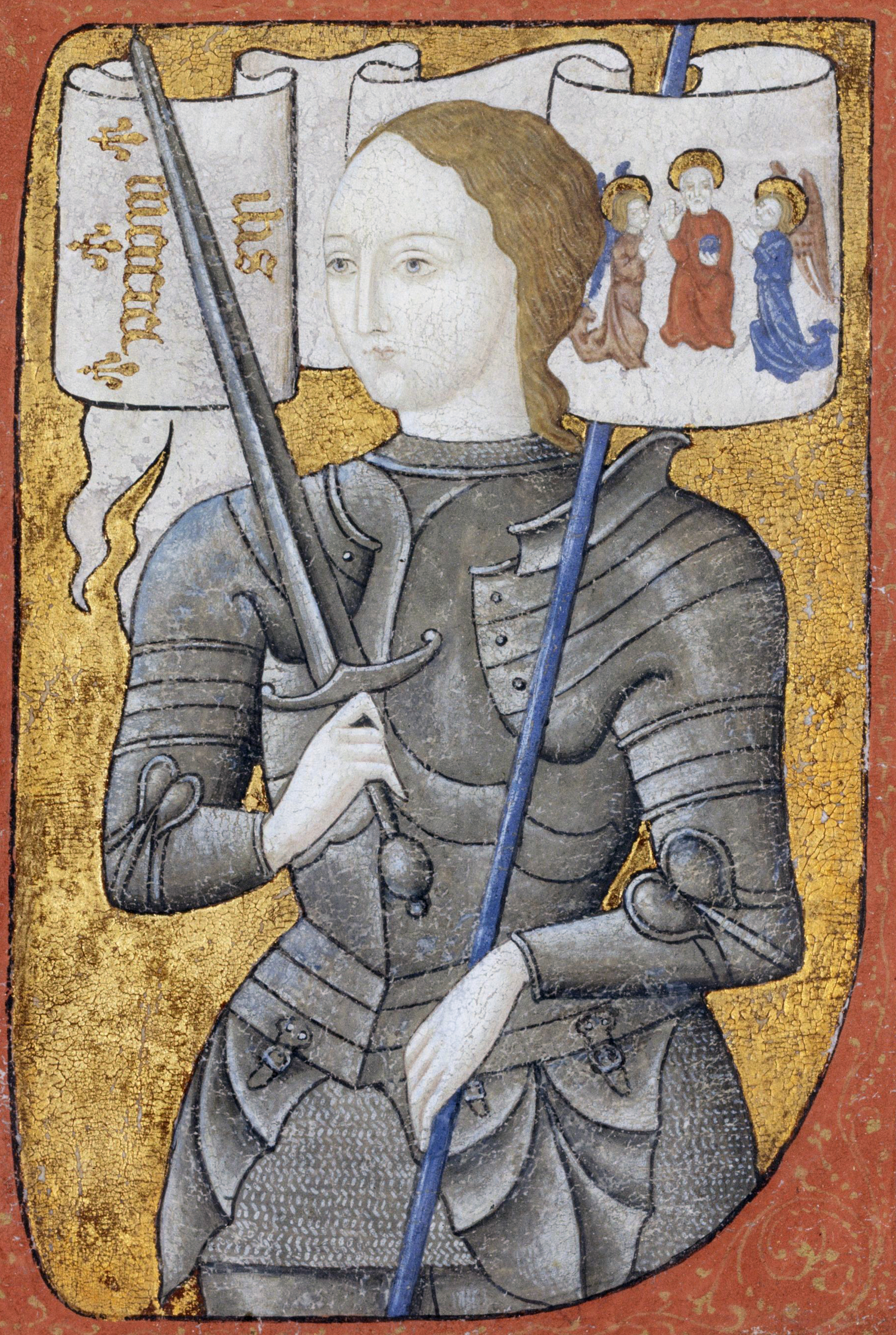
Lettrine historiée dite de Jeanne d'Arc à l'étendard, prétendument du XVe siècle, Paris, Archives nationales. Selon toute apparence, il s'agit d'un faux, peint à la fin du XIXe siècle ou au début du XXe siècle, observe Philippe Contamine.

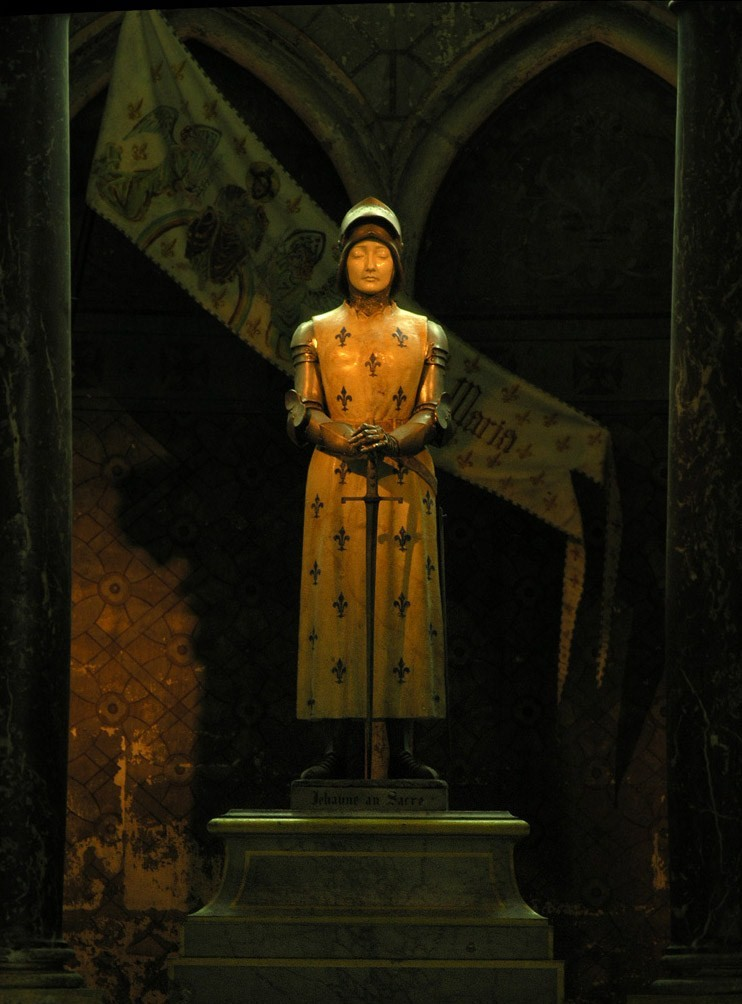
Statue en pied dite Jeanne au sacre, par Prosper d'Épinay.
La réplique de l'étendard est accrochée à l'arrière-plan.

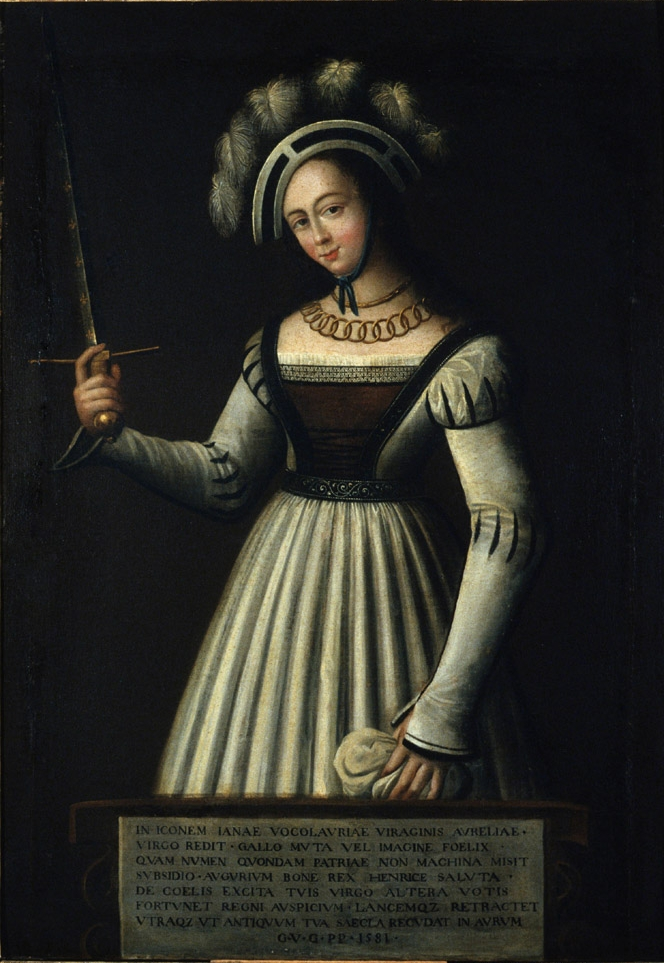
Portrait dit des échevins, vers 1580, exposé au musée historique et archéologique de l'Orléanais.

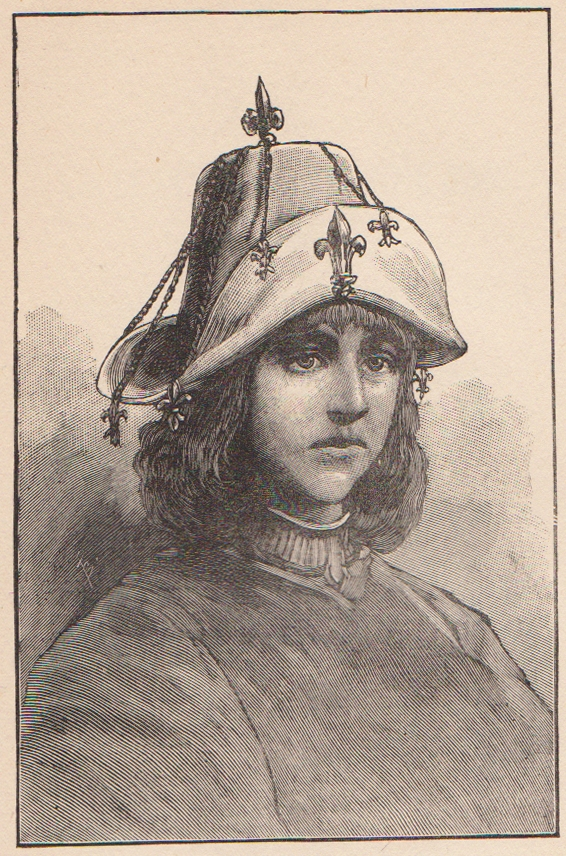
Gravure d'après la description ancienne ci-contre, publié dans Lettres de Jeanne d'Arc par le Comte C. de Maleissye, 1911

Envoyée à Tours par le roi pour y prendre livraison de son armure avant de se diriger vers Orléans, Jeanne d'Arc réside dans la ville du 5 au 21 avril 1429 et se fait faire deux enseignes : une petite qui fut brûlée accidentellement au moment de l’entrée à Orléans et une grande qu'elle tenait toujours au moment de sa capture par les Bourguignons à Compiègne. Cette dernière n'était plus disponible lors de son procès et Pierre Cauchon ne l'avait pas vue, puisqu'il en demande à Jeanne une description détaillée. On a conservé, au 13e compte de Hémon Raguier, trésorier des guerres du roi Charles VII, la mention de la dépense: « Et a Hauves Poulnoir, paintre demorant a Tours, pour avoir paint et baillé estoffes pour ung grant estendart et ung petit pour la Pucelle, 25 livres tournois ».
- L'étendard : les voix conduisirent Jeanne d'Arc à substituer à l'oriflamme de Reims un étendard de couleur blanche avec sur le premier tiers de la hampe une représentation de l'Apocalypse par le peintre tourangeau Hauves Poulnoir « l'image de notre Sauveur assis en jugement dans les nuées du ciel et un ange tenant une fleur de lys » avec inscrit « Jhésus Maria » (description de Jean Pasquerel) ; selon les déclarations de Jeanne d'Arc, lors du procès, le champ était blanc semé de fleurs de lys, sur lequel se trouvait « le monde figuré et deux anges sur les côtés, et il était de couleur blanche, de toile blanche ou boucassin, et étaient là ces devises : Jhésus Maria, ainsi qu’il lui semble, et les franges étaient de soie »[37]. Selon la représentation courante des apocalypses à cette époque, l'ange de droite tenant un lys est celui de la miséricorde et le second ange, placé à gauche tenant une épée, est celui de la justice. L'inscription « Jhesus Maria » mentionnée par la déposition de Jeanne d'Arc est confirmée par le Journal du siège… Selon la manière dont ces bannières se faisaient, le verso représentait les mêmes motifs et les mêmes inscriptions à l'envers mais, selon Perceval de Cagny qui la décrit lors de la bataille de Jargeau, la mandorle du Christ était remplacée par un écu d'azur semé de fleurs de lys d'or : « La Pucelle prit son étendard auquel était peint Dieu en majesté […] (manque) et de l'autre côté un écu de France tenu par des anges ».
- Le pennon (fanion de forme triangulaire) : sur ce pennon, on pouvait voir « Notre-Dame ayant devant elle un ange lui présentant un lys ». Selon le témoignage du greffier de La Rochelle en 1431, ce pennon portait aussi un cri de guerre : « Par le Roi du Ciel »[38].

En 1894, un étendard fut réalisé pour la cathédrale Notre-Dame de Paris, en suivant le mieux possible les indications de Jeanne d'Arc et des autres témoins du temps.
En 1909, le conservateur du musée Jeanne-d'Arc d'Orléans fit fabriquer une nouvelle restitution s'inspirant de l'étendard de Notre-Dame et de la représentation de la bannière de Jehanne d'Arc se trouvant sur la tapisserie d'Azeglio découverte et achetée en 1858 à Lucerne par le Marquis d'Azeglio, ministre plénipotentiaire de Sardaigne en Angleterre, et sur deux autres miniatures découvertes ensuite près de Strasbourg. L’actuel étendard des fêtes de Jeanne d’Arc date de 1936 et reprend la disposition de l’étendard réalisé en 1909.
Une copie du drapeau de Jeanne d'Arc a été remise par Lord Tyrrell, ambassadeur d'Angleterre, à M. Paul Doumer le 1er janvier 1932. Cet exemplaire de très grande taille, destiné à la cathédrale de Reims, est placé dans une chapelle absidiale derrière la statue de Jeanne sculptée par Prosper d'Épinay en 1901.
D'autres essais de reconstitutions ont été faits, par Henri de Barenton en 1909, pour les fêtes de la canonisation, etc. Une étude approfondie et critique de toutes les sources avec leurs variantes a été faite par le colonel Ferdinand de Liocourt en 1974.

#### L'armure
Charles VII paya à Jeanne une armure coûtant 100 écus, soit 2 500 sols ou 125 livres tournois. Cette somme n'est pas extraordinaire, il suffit de la rapprocher de l'inventaire établi par Jeanne lors de son procès : « Elle dit ensuite que ses frères ont ses biens, ses chevaux, épées, à ce qu'elle croit, et autres qui valent plus de 12 000 écus. Elle répondit qu'elle avait dix ou douze mille écus qu'elle a vaillant… » Le comte de Laval par témoignage nous apprend qu'il s'agissait d'un « harnois blanc », c'est-à-dire de pièces d'armure d'un seul tenant, et non d'une brigandine. Par comparaison, cette armure valait deux fois le prix de l'équipement le moins coûteux, et huit fois moins que le plus cher. Cette armure fut offerte à Saint-Denis en ex-voto après l'échec de l'assaut sur Paris. À partir de ce moment, elle porta une armure prise sur un Bourguignon, sans qu'on connaisse la valeur de ce nouvel équipement. L'armure de Saint-Denis ne fut certainement pas détruite mais a peut-être subi le sort de l'épée qui fut déposée à Sainte-Catherine de Fierbois par un soldat et empruntée par Jeanne,.
Sur la tapisserie d'Azeglio, Jeanne d'Arc qui fait son entrée à Chinon est montée sur un cheval blond clair, et armée de toutes pièces ; elle porte une huque vermeille, frangée de jaune, et un chaperon de même couleur avec aigrette, par-dessus lequel est posée une chapeline de fer ; ses cheveux sont entièrement enveloppés et cachés ; à la main droite elle tient son étendard.

#### L'épée
L'épée qui accompagna Jeanne d'Arc pendant toutes ses batailles fut découverte sur son indication sous les dalles de l'église de Sainte-Catherine-de-Fierbois (Indre-et-Loire), parmi d'autres épées enterrées par des soldats de passage. Cette épée fort ancienne était décorée de cinq croix. La rouille qui la recouvrait aurait disparu aussitôt que Jeanne d'Arc eut l'épée en main.
Jean Chartier, dans Journal du siège et Chronique de la Pucelle, mentionne l'épée et les circonstances de son acquisition par la Pucelle : le roi voulut lui donner une épée, elle demanda celle de Sainte-Catherine de Fierbois, « on lui demanda si elle l'avoit oncques veue, et elle dit que non. » Un forgeron fut envoyé depuis Tours et découvrit l'épée parmi plusieurs ex-voto déposés là, apparemment dans un coffre derrière l'autel. Jeanne brisa cette épée sur le dos d'une prostituée, à Saint-Denis, selon le duc d'Alençon, vraisemblablement après la tentative manquée contre Paris. Il semble qu'elle ait pris l'habitude de frapper avec cette épée sur le dos des filles de joie qu'elle rencontrait, de tels incidents étant précédemment mentionnés à Auxerre par le chroniqueur Jean Chartier et par son page, Louis de Coutes, pour l'étape Château-Thierry. Charles VII se montra très mécontent du bris de l'épée. Celle-ci avait en effet pris des allures d'arme magique parmi les compagnons de Jeanne, et sa destruction passa pour un mauvais présage. On n'a aucun indice sur ce que sont devenus les morceaux.

#### Les anneaux
Le 1er mars 1431, lors du procès de condamnation, les juges de Jeanne d'Arc l'interrogent au sujet de ses anneaux. S'adressant à Pierre Cauchon, la Pucelle rétorque que l'évêque en détient un qui lui appartient ; elle demande que cet objet — cadeau de son frère — lui soit rendu, avant de charger son juge d'en faire don à l'Église. En outre, la prisonnière déclare qu'un autre de ses anneaux a été gardé par les Bourguignons. Elle décrit alors ce second bien, cadeau de son père ou sa mère. Enfin, elle affirme n'avoir jamais utilisé ses anneaux pour guérir quelqu'un,.
L'après-midi du samedi 17 mars 1431, les juges s'intéressent derechef à l'anneau gardé par les Bourguignons, questionnant Jeanne d'Arc au sujet de sa matière. La Pucelle répond de manière imprécise, ne sachant pas si l'objet est en or (« pas d'or fin » dans ce cas, précise-t-elle) ou en laiton. Outre les noms « Jésus Marie », elle précise que l'anneau porte également trois croix et pas d'autre signe.
Le mardi 27 mars 1431, le promoteur (autrement dit le procureur) Jean d'Estivet expose à Jeanne d'Arc les soixante-dix articles composant le réquisitoire à son encontre. Le vingtième chef d'accusation affirme que la Pucelle a ensorcelé son anneau ainsi que son étendard et « l'épée de Sainte-Catherine »,.
En février 2016, un anneau présenté comme une relique de Jeanne d’Arc est remporté lors d'une vente aux enchères londonienne par le parc d'attractions le Puy du Fou. Toutefois, les historiens médiévistes Colette Beaune, Olivier Bouzy et Philippe Contamine doutent de l'authenticité de l'objet eu égard aux incertitudes relatives à son origine et au suivi de sa transmission depuis le XVe siècle,,,.

#### Le chapeau
Un chapeau de feutre, agrémenté de fleurs de lys en cuivre, supposé avoir été porté par Jeanne d'Arc, était conservé par les Oratoriens d'Orléans. Il a été détruit par les révolutionnaires en 1792. Il en est fait plusieurs descriptions anciennes dont celle-ci : « en feutre gris, à grands rebords, mais retroussé par devant et le bord attaché par une fleur de lys en cuivre doré, fort allongée. Le feutre était fort endommagé par les insectes. Au sommet était une fleur de lys en cuivre doré, de laquelle descendaient des spirales, en cuivre doré, assez nombreuses, et terminées par des fleurs de lys pendant sur les bords du chapeau. La coiffe était en toile bleue »,.

### Reliques
De prétendues reliques de Jeanne d'Arc sont conservées au musée d'art et d'histoire de Chinon. Propriété de l'archevêché de Tours, elles ont été mises en dépôt dans ce musée en 1963. Le bocal de verre qui les contient a été découvert à Paris, en 1867, dans le grenier d'une pharmacie, située rue du Temple, par un étudiant en pharmacie, M. Noblet. Le parchemin qui fermait l'ouverture du bocal portait la mention : « Restes trouvés sous le bûcher de Jeanne d'Arc, pucelle d'Orléans ».
Le bocal contient une côte humaine de dix centimètres de long recouverte d'une couche noirâtre, un morceau de tissu de lin d'une quinzaine de centimètres de longueur, un fémur de chat et des fragments de charbons de bois.
Le médecin-légiste français Philippe Charlier, spécialiste de pathographie, qui a analysé les restes, à partir de février 2006, avec son équipe de l'hôpital Raymond-Poincaré à Garches (Hauts-de-Seine), conclut qu'il s'agit de restes de momies, momie humaine et momie animale d'origine égyptienne, datés de la Basse époque, qui auraient pu faire partie soit de la collection d'un cabinet d'amateur, soit de la pharmacopée d'un apothicaire, avant d'être employés à la confection de ces pseudo-reliques,.
Une analyse microscopique et chimique du fragment de côte montre qu'il n'a pas été brûlé, mais imprégné d'un produit végétal et minéral de couleur noire. Sa composition s'apparente plus à celle du bitume ou de la poix qu'à celle de résidus organiques d'origine humaine ou animale réduits à l'état de charbon par crémation.
Les « nez » de grands parfumeurs (Guerlain et Jean Patou) ont notamment décelé sur le morceau de côte une odeur de vanille. Or ce parfum peut être produit par « la décomposition d'un corps », comme dans le cas d'une momification, mais pas par sa crémation.
Le tissu de lin, quant à lui, n'a pas été brûlé, mais teint, il a les caractéristiques de celui qu'utilisaient les Égyptiens pour envelopper les momies.
D'autre part, concernant le pollen, il a été noté une grande richesse de pollens de pin, vraisemblablement en rapport avec l'usage de résine en Égypte au cours de l'embaumement.
Enfin, une étude au carbone 14 a daté les restes entre le VIe et le IIIe siècle av. J.-C., et un examen spectrométrique du revêtement à la surface des os a montré qu'il correspondait à ceux de momies égyptiennes de cette période tardive.